# Metacyclops paludicola
Metacyclops paludicola – gatunek widłonoga z rodziny Cyclopidae. Opisał go w 1959 roku niemiecki zoolog Hans Volkmar Herbst, nadając mu nazwę Cyclops paludicola.